# 若宮 (中野区)
若宮（わかみや）は、東京都中野区の地名。住居表示実施済み。現行行政地名は若宮一丁目から若宮三丁目。住居表示実施済区域。

## 地理
中野区の北西部に位置する。西部及び南部は妙正寺川を境に西は中野区白鷺に、南は中野区大和町に接する。東部は中野区野方に接する。北部は西武新宿線を境に中野区鷺宮に接している。主に住宅地として利用される。

### 地価
住宅地の地価は、2025年（令和7年）1月1日の公示地価によれば、若宮2-10-11の地点で52万5000円/m2となっている。

## 世帯数と人口
2023年（令和5年）1月1日現在（東京都発表）の世帯数と人口は以下の通りである。
| 丁目       | 世帯数    | 人口     |
| ---------- | --------- | -------- |
| 若宮一丁目 | 2,545世帯 | 3,930人  |
| 若宮二丁目 | 2,493世帯 | 4,281人  |
| 若宮三丁目 | 2,927世帯 | 4,584人  |
| 計         | 7,965世帯 | 12,795人 |

### 人口の変遷
国勢調査による人口の推移。
| 年                 | 人口   |
| ------------------ | ------ |
| 1995年（平成7年）  | 12,359 |
| 2000年（平成12年） | 12,284 |
| 2005年（平成17年） | 12,268 |
| 2010年（平成22年） | 12,412 |
| 2015年（平成27年） | 12,868 |
| 2020年（令和2年）  | 12,997 |

### 世帯数の変遷
国勢調査による世帯数の推移。
| 年                 | 世帯数 |
| ------------------ | ------ |
| 1995年（平成7年）  | 6,293  |
| 2000年（平成12年） | 6,599  |
| 2005年（平成17年） | 6,828  |
| 2010年（平成22年） | 7,236  |
| 2015年（平成27年） | 7,646  |
| 2020年（令和2年）  | 7,858  |

## 学区
区立小・中学校に通う場合、学区は以下の通りとなる（2024年4月現在）。
| 丁目       | 番地                                                                        | 小学校               | 中学校             |
| ---------- | --------------------------------------------------------------------------- | -------------------- | ------------------ |
| 若宮一丁目 | 1〜3番 4番1〜8・21〜23号 7番1〜9・15〜16号 8番1〜6・14〜19号 11番1〜2・15号 | 中野区立啓明小学校   | 中野区立明和中学校 |
| 若宮一丁目 | 4番12〜20号、5〜6番 7番10〜14号、8番7〜13号 9〜10番、11番 12〜59番          | 中野区立北原小学校   | 中野区立緑野小学校 |
| 若宮二丁目 | 全域                                                                        | 中野区立美鳩小学校   | 中野区立明和中学校 |
| 若宮三丁目 | 1〜57番                                                                     | 中野区立美鳩小学校   | 中野区立明和中学校 |
| 若宮三丁目 | 58番                                                                        | 中野区立鷺の杜小学校 | 中野区立明和中学校 |

## 交通

### 鉄道
| 街区内に存在する駅                               |
| ------------------------------------------------ |
| 西武新宿線 - 都立家政駅(SS 08) - 鷺ノ宮駅(SS 09) |

北辺の町境沿いに、西武新宿線の都立家政駅と鷺ノ宮駅が置かれている。鷺ノ宮駅の南口部分と都立家政駅前の道路部分が町域内にあたる。
中野区内では唯一路線バスが存在しない。

## 事業所
2021年（令和3年）現在の経済センサス調査による事業所数と従業員数は以下の通りである。
| 丁目       | 事業所数  | 従業員数 |
| ---------- | --------- | -------- |
| 若宮一丁目 | 74事業所  | 292人    |
| 若宮二丁目 | 56事業所  | 215人    |
| 若宮三丁目 | 161事業所 | 749人    |
| 計         | 291事業所 | 1,256人  |

### 事業者数の変遷
経済センサスによる事業所数の推移。
| 年                 | 事業者数 |
| ------------------ | -------- |
| 2016年（平成28年） | 306      |
| 2021年（令和3年）  | 291      |

### 従業員数の変遷
経済センサスによる従業員数の推移。
| 年                 | 従業員数 |
| ------------------ | -------- |
| 2016年（平成28年） | 1,200    |
| 2021年（令和3年）  | 1,256    |

## 施設
- 東京都立鷺宮高等学校
- 鷺宮製作所 - 自動制御装置メーカー

## ゆかりのある人物
- 木島虎蔵（日本通運顧問） - 住所が若宮3丁目[15]。

## その他

### 日本郵便
- 郵便番号 : 165-0033[3]（集配局 : 中野北郵便局[16]）。